# Polibutadieno terminado en hidroxilo
El Hydroxyl-terminated polybutadiene, más conocido por su acrónimo  HTPB y traducido significa polibutadieno con radicales hidroxilo terminales es un oligómero del butadieno terminado en cada extremo por un grupo hidroxilo. Es un líquido transparente, insoluble en agua y particularmente viscoso cuyas propiedades físicas varían según la longitud de la cadena y el grado de ramificación.

## Obtención
se obtiene por polimerización de butadieno, iniciada por peróxido de hidrógeno usando un alcohol como diluyente. Varios polioles de hidrocarburos se encuentran actualmente en el mercado. La principal ventaja de estos polioles es la alta resistencia a la hidrólisis, ácido y base de los poliuretanos (PU) preparados con ellos. Los PU fabricados con polioles con estructura de hidrocarburos saturados tienen resistencia a altas temperaturas y se utilizan en la encapsulación electrónica en la industria automotriz. Entre los diversos polioles con estructura de hidrocarburo podemos mencionar el polibutadieno líquido terminado en hidroxilo (PBLH).

## Propiedades
Las propiedades varían porque HTPB es una mezcla en lugar de un compuesto puro, y se fabrica para cumplir con los requisitos específicos de los clientes. Un HTPB típico es R-45HTLO. Este producto consiste en unidades oligoméricas que típicamente contienen 40–50 moléculas de butadieno unidas entre sí, con cada extremo de la cadena terminado con un grupo hidroxilo [OH]: R-45HTLO tiene una funcionalidad de 2.4-2.6, lo que significa que hay (aproximadamente) un grupo hidroxilo adicional ubicado a lo largo de la cadena por cada dos unidades oligoméricas. Esto proporciona un enlace de lado a lado para un producto curado más fuerte. HTPB generalmente se cura por una reacción de adición con di- o poli-  compuestos de isocianato.

## Usos
Los poliuretanos preparados a partir de HTPB pueden ser diseñados para propiedades físicas específicas. Pueden ser altamente elásticos o resistentes y rígidos. Algunos productos incluyen: paneles de aislamiento de espuma rígida; ruedas y neumáticos elastoméricos duraderos (utilizados para montañas rusas, escaleras mecánicas, patinetes, etc.); bujes de suspensión automotriz ; compuestos eléctricos para macetas; adhesivos de alto rendimiento; revestimientos de superficies y selladores de superficies; fibras sintéticas (por ejemplo, spandex); base de alfombra; piezas de plástico duro (p. ej., para instrumentos electrónicos).

### Propelente sólido
El uso de HTPB como aglutinante en la base de un propulsor sólido para motores de cohetes fue propuesto por primera vez en 1961 por el químico austriaco Karl Klager, incluso si durante más de una década se sometieron a prueba previa los termopolímeros a base de acrílico como PBAN y CTPB. Sin embargo, gracias a sus características mecánicas superiores a baja temperatura y estabilidad en el tiempo, es ampliamente utilizado en aplicaciones civiles y militares a partir de principios de los años setenta.
El HTPB es importante como propulsor para los cohetes de combustible sólido , y se forma en un sólido plástico junto con oxidantes y otros componentes para convertirse en combustible. En el propelente sólido, el HTPB constituye el aglutinante orgánico y generalmente se combina con perclorato de amonio como en las primeras tres etapas del vector Vega o en los refuerzos Ariane 5. Otros ejemplo, se utiliza en vehículos de lanzamiento de satélites como la tercera y cuarta etapa de cohetes japoneses M-V. La JAXA describe la composición del propulsor como "HTPB / AP / Al = 12/68/20", que es 12% en masa de HTPB y agente de curado (combustible y aglutinante), perclorato de amonio (Agente oxidante, AP significa perclorato de amonio) 68% y polvo de aluminio (combustible) 20%. El Polar Satellite Launch Vehicle desarrollado por la Agencia India de Investigación Espacial también lo emplea. 
En algunos tipos de motores de cohetes híbridos, como el que impulsa el SpaceShipTwo, el HTPB (solidificado con aditivos adecuados) constituye el combustible en el que se alimenta un flujo líquido de oxidante (óxido nitroso) que alimenta y apoya la combustión.